# Yang Se-hyung
Yang Se-hyung (sinh ngày 18 tháng 8 năm 1985), là một diễn viên hài và nghệ sĩ giải trí người Hàn Quốc. Anh được biết đến nhiều nhất với công việc trong chương trình hài của đài tvN Comedy Big League và Thử thách cực đại của MBC. Em trai của anh, Yang Se-chan, cũng là một diễn viên hài.

## Sự nghiệp
Yang Se-hyung bắt đầu sự nghiệp giải trí của mình với tư cách là một diễn viên hài vào năm 2003, là một phần của lớp nhập học diễn viên hài thứ 7 tại SBS, trong đó có cả diễn viên hài Kim Shin-young. Năm 2005, anh xuất hiện lần đầu trên chương trình People looking for A Smile của SBS.

### Tranh cãi
Vào tháng 11 năm 2013, Yang Se-hyung và một số người nổi tiếng khác, bao gồm Tak Jae-hoon, Andy Lee và Lee Soo-geun  đã bị truy tố vì tham gia đánh bạc bất hợp pháp. Tòa án quận trung tâm Seoul đã phân loại vụ án của Yang Se-hyung là tội đánh bạc nói chung và anh bị phạt 3 triệu won. Sau các vấn đề pháp lý của mình, danh hài đã phải tạm dừng các hoạt động giải trí để tự kiểm điểm.

## Các chương trình tham gia

### Chương trình tạp kỹ

#### Đến hiện tại
| Năm        | Tiêu đề                     | Đài phát sóng | Vai trò            | Ghi chú |
| ---------- | --------------------------- | ------------- | ------------------ | --- |
| 2014 - nay | Comedy Big League mùa 5     | tvN           | Thành viên cố định | 31 tháng 8 năm 2014 - nay                                                                                              |
| 2017 - nay | Quản gia                    | SBS           | Thành viên cố định | 31 tháng 12 năm 2017 - nay                                                                                             |
| 2018 - nay | Omniscient Interfering View | MBC           | Thành viên cố định | Phát sóng thử nghiệm vào ngày 29 tháng 11 năm 2017 - 30 tháng 11 năm 2017, chính thức từ ngày 3 tháng 3 năm 2018 - nay |
| 2019 - nay | The Ranksters               | tvN           | Thành viên cố định | 17 tháng 7 năm 2019 - nay                                                                                              |
| 2019 - nay | Delicious Rendezvous        | SBS           | Thành viên cố định | 13 tháng 9 năm 2019 - nay                                                                                              |
| 2020 - nay | Luật rừng ở Palawan         | SBS           | Thành viên cố định | TBA |

#### Trước đây
| Năm  | Tiêu đề                       | Đài phát sóng | Vai trò                      | Ghi chú |
| ---- | ----------------------------- | ------------- | ---------------------------- | --- |
| 2012 | Trái tim khỏe mạnh            | SBS           | Thành viên cố định           | 27 tháng 3, 2012 - 12 tháng 2 năm 2013                                                                                                   |
| 2012 | Comedy Big League mùa 4       | tvN           | Thành viên cố định           | 29 tháng 9 năm 2012 - 1 tháng 6 năm 2013                                                                                                 |
| 2016 | Same Bed, Different Dreams    | SBS           | Tham luận viên không cố định | Tập 43 - 44, 48, 50, 52 - 60 |
| 2016 | A Man Who Feeds the Dog       | Kênh A        | Thành viên cố định           | Tập 17 - 50, 8 tháng 4 năm 2016 - 25 tháng 11 năm 2016                                                                                   |
| 2016 | Thử thách cực đại             | MBC           | Thành viên cố định           | Thành viên thực tế (Tập 474 - 475, 479, 483 - 484, 487 - 492, 494 - 520) Thành viên cố định từ 18 tháng 3 năm 2017 - 21 tháng 4 năm 2018 |
| 2016 | Yang Se-hyung's Shorterview   | SBS Mobidic   | Chủ nhà                      | 19 tháng 6 năm 2016 - 7 tháng 6 năm 2018                                                                                                 |
| 2016 | DISCO - Self-Diss Comic Club  | SBS           | Thành viên cố định           | Phát sóng thử ngày 25 tháng 7 năm 2016                                                                                                   |
| 2016 | Girls Who Eat Well            | JTBC          | Đồng chủ nhà                 | Phát sóng thử ngày 29 tháng 6 năm 2016 - 6 tháng 7 năm 2016                                                                              |
| 2016 | Thanks for the Food           | JTBC          | Chủ nhà                      | 23 tháng 7 năm 2016 - 2 tháng 2 năm 2017                                                                                                 |
| 2016 | Yang Nam Show                 | Mnet          | Chủ nhà                      | 17 tháng 11 năm 2016 - 29 tháng 12 năm 2016                                                                                              |
| 2016 | Scene Stealer - Drama War     | SBS           | Thành viên cố định           | 5 tháng 12 năm 2016 - 30 tháng 1 năm 2017                                                                                                |
| 2017 | New Yang Nam Show             | Mnet          | Chủ nhà                      | 23 tháng 2 năm 2017 - 13 tháng 4 năm 2017                                                                                                |
| 2017 | Oppa Thinking                 | MBC           | Thành viên                   | Tập 1, Tập 16 |
| 2017 | Crime Scene 3                 | JTBC          | Thành viên cố định           | 21 tháng 4 năm 2017 - 14 tháng 7 năm 2017                                                                                                |
| 2017 | Home Food Rescue Season 3     | tvN           | Thành viên cố định           | 21 tháng 2 năm 2017 - 28 tháng 11 năm 2017                                                                                               |
| 2017 | Street King                   | tvN           | Thành viên cố định           | Phát sóng thử từ ngày 2 tháng 10 năm 2017 - 3 tháng 10 năm 2017                                                                          |
| 2018 | Real Life Men and Women       | MBN           | Thành viên cố định           | 11 tháng 1 năm 2018 - 15 tháng 2 năm 2018                                                                                                |
| 2018 | We Will Channel You           | SBS           | Chủ nhà                      | Ngày 25 tháng 9 năm 2018 là tập đặc biệt cho kỳ nghỉ Chuseok. 15 tháng 11 năm 2018 - 9 tháng 5 năm 2019                                  |
| 2018 | Real Life Men and Women 2     | MBN           | Thành viên cố định           | 10 tháng 8 năm 2018 - 23 tháng 11 năm 2018                                                                                               |
| 2018 | Village Survival, the Eight   | SBS           | Thành viên cố định           | 16 tháng 11 năm 2018 - 21 tháng 12 năm 2018                                                                                              |
| 2019 | Wanna Do                      | JTBC          | Thành viên cố định           | 1 tháng 2 năm 2019 - 5 tháng 4 năm 2019                                                                                                  |
| 2019 | Village Survival, the Eight 2 | SBS           | Thành viên cố định           | 15 tháng 2 năm 2019 - 22 tháng 3 năm 2019                                                                                                |
| 2019 | Love Me Actually              | MBC           | Chủ nhà                      | 17 tháng 3 năm 2019 - 4 tháng 8 năm 2019                                                                                                 |

### Radio Host
| Năm                                       | Tiêu đề                                      | Mạng        | Vai trò |
| ----------------------------------------- | -------------------------------------------- | ----------- | ------- |
| 28 tháng 3 năm 2016 - 31 tháng 8 năm 2017 | Yoon Hyung-bin, Yang Se-hyung's Two Man Show | SBS Love FM | Chủ nhà |

### Phim
| Năm  | Tiêu đề                                                                   |
| ---- | ------------------------------------------------------------------------- |
| 2005 | Never to Lose (강력 3반)                                                  |
| 2006 | How the Lack of Love Affects Two Men (애정결핍이 두 남자에게 미치는 영향) |
| 2009 | In Place (가지 않는, 모든 것들）                                          |
| 2012 | Marrying the Mafia 5 - Return of the Family (가문의 영광5 - 가문의 귀환） |

### Phim truyền hình
| Năm     | Mạng | Tiêu đề           | Vai trò                         |
| ------- | ---- | ----------------- | ------------------------------- |
| 2011    | MBC  | The Greatest Love | Người dẫn chương trình Talkshow |
| 2011-12 | MBN  | Bolder By the day | Hạ sĩ quan                      |
| 2012    | MBC  | A Thousand Kisses | Luật sư                         |
| 2012    | tvN  | Lời hồi đáp 1997  | Tập 10 (Chồng của Eun Dokki)    |

## Danh sách đĩa nhạc
| Ngày                 | Tiêu đề                                | Ca sĩ | Album                                                                   | Vai trò                  |
| -------------------- | -------------------------------------- | --- | ----------------------------------------------------------------------- | ------------------------ |
| 25 tháng 4 năm 2013  | Niphon spinosus                        | Lee Jae-hyung（이재형）                                                                                       | Niphon spinosus                                                         | MV                       |
| 19 tháng 9 năm 2016  | Dog Practitioners feat. 4minute Jiyoon | Anh em nhà Yang (Yang Se-hyung X Yang Se-chan)                                                                | A Man Who Feeds the Dog                                                 | viết lời， biểu diễn, MV |
| 31 tháng 12 năm 2016 | Mansae / Hooray                        | Yang Se-Hyung X BewhY                                                                                         | Thử thách cực đại Great Heritage                                        | viết lời, trình diễn     |
| 2 tháng 8 năm 2017   | Blessed with laughter                  | Gaevengers (개벤져스) với Yoo Jae-suk Kim Gura, Yang Se-hyung, Kim Joon-ho Park Mi-sun, Kim Sook, Jo Se-ho... | Blessed with laughter (bài hát chủ đề của Liên hoan hài quốc tế Busan） | trình diễn, MV           |
| 13 tháng 10 năm 2018 | HOT Knight                             | Tony An ft. Yang Se-hyung                                                                                     | HOT Knight                                                              | trình diễn               |
| 8 tháng 8 năm 2019   | Scissors Scissors                      | Yoo Se-yoon ft. Yang Se-hyung                                                                                 | Never Ending Story                                                      | viết lời, trình diễn, MV |

## Quảng cáo
- 2017 NEXON - TalesRunner R
- 2017  Lotte Chilsung Beverage - Chilsung Strong Cider 5.0
- 2017  Lotte Confectionery - Bugles
- 2017  Tomato Class
- 2017  Goobne Chicken - Volcano Chicken
- 2017  Samsung Pay - Yang Se-hyung and Hong Jin-kyung's Samsung Pay Shopping
- 2017  Dong Kook Pharm - Madecassol Care
- 2016  TMON - Happy Bali Bali
- 2016  Tomato TOEIC (2016）
- 2016  Samsung Card - Holgabun Night Market 2016
- 2016  Hatherine Elizabeth - Spot Care
- 2016  King of Kings - Online Games
- 2016  TOOMICS - Webtoon
- 2016  Kellogg's - Chocolate Chex
- 2016  Heineken - Desperados
- 2016  KIA - The New K3
- 2016  Mr. Pizza
- 2012  DaiShin Securities
- Legendz

## Giải thưởng
- 19th MBC Entertainment Awards 2019 - giải thưởng xuất sắc nhất trong chương trình Âm nhạc / Talkshow  (Nam) (Where Is My Home [ko], Omniscient Interfering View) [10]
- 13th SBS Entertainment Awards 2019 - Giải danh dự (Quản gia, Delicious Rendezvous [ko], Village Survival, the Eight, We Will Channel You)[11]
- 12th SBS Entertainment Awards  2018 - Giải thưởng xuất sắc nhất hạng mục Show / Talk (Quản gia, We Will Channel You, Village Survival, the Eight) [12][13]
- MBC Entertainment Awards 2017 - Giải thưởng xuất sắc hạng mục show tạp kỹ (Thử thách cực đại)
- 53rd Baeksang Arts Awards 2017 - Trình diễn xuất sắc nhất-nam (Yang Se-hyung's Shorterview)
- Giải thưởng MBC Entertainment Awards 2016 - Giải phổ biến Thử thách cực đại
- SBS Entertainment Awards 2016- Giải Mobile Icon  (Yang Se-hyung's Shorterview)
- TvN10 Awards 2016 - Diễn viên hài xuất sắc nhất (Comedy Big League
- 19th Korean Entertainment Arts Awards 2012 - Trình diễn xuất sắc nhất–Nam（Comedy Big League）
- Mnet 20's Choice Awards  -20's Gag Character: Raitto（Comedy Big League）
- 2006  SBS Entertainment Awards Giải nghệ sĩ hài danh giá - nổi tiếng nhất（People Looking for a Laugh）